# 古川聡
古川 聡（ふるかわ さとし、1964年（昭和39年）4月4日 - ）は、日本の宇宙飛行士。
2011年6月8日に、ソユーズに搭乗し、約5か月半の国際宇宙ステーション（ISS）第28/29次長期滞在ミッションを行った。

## 来歴
- 1977年3月 - 横浜市立間門小学校卒業
- 1983年3月 -  栄光学園高等学校卒業、東京大学理科三類入学。
- 1989年3月 - 東京大学医学部医学科卒業。
- 1999年2月 - 星出彰彦、山崎直子とともに国際宇宙ステーションに搭乗する宇宙飛行士候補者に選ばれる。
- 2000年 - 東京大学で医学の博士号取得。
- 2001年1月 - 正式に宇宙飛行士として認定される。
- 2004年5月 - ロシアのソユーズ宇宙船のフライトエンジニアの資格を取得。
- 2006年2月 - 搭乗運用技術者の資格を取る。
- 2007年8月 - フロリダ州海底でのNASA極限環境ミッション運用訓練（en:NEEMO13）に参加。
- 2008年5月 - 野口聡一がISS長期滞在員に選出された際、バックアップクルーに任命される[1]。
- 2008年12月 - ISS第28次/第29次長期滞在員に任命される[2]。
- 2011年6月8日 - ソユーズTMA-02Mに搭乗し約5か月半のISS長期滞在を開始。古川にとって初の宇宙飛行となった。
- 2011年11月22日 - 帰還
- 2020年12月 - 再びISS長期滞在員に決定。2023年頃の飛行が予定された[3]。
- 2022年11月 - 自らが責任者を務めるJAXAでの医学系研究で、ずさんなデータ管理、データの改竄、政府の「人を対象とする生命科学・医学系研究に関する 倫理指針」に対する重大な不適合などの一連の研究不正が発覚[4][5]。古川は直接データを扱う立場ではなかったが、監督者として責任が問われた[6]。
- 2023年1月 - 前年11月に発覚したJAXA研究データ捏造改竄の謝罪会見を取り行った。この際、JAXAから戒告の懲戒処分を受けたと明らかにした[7]。
- 2023年8月26日 - ケネディ宇宙センターからスペースX Crew-7に搭乗してISSに出発。第69次/第70次長期滞在クルーとして活動を開始[8]。
- 2024年3月12日 - 地球に帰還。ISSに約半年間滞在した。

## 人物・趣味
栄光学園高等学校在学中、医者である叔父の影響で医学部進学を志す。その後東京大学医学部を卒業し、消化器外科の臨床及び研究に従事するが、宇宙飛行士募集のビデオを見て子供のころ持っていた宇宙へのあこがれが再燃した。
- 2011年6月8日、ソユーズに搭乗し宇宙へ飛び立った。7月16日、ISSでの記者会見の席でスペースシャトル退役の事に話が移ると、「率直に言えば（シャトルに）乗ってみたかった。ただ、人生すべてが思い通りにいくわけではないですから。」[9][10] と惜しみながら語った。
- 子供のころに見た『ウルトラセブン』に憧れて、宇宙に飛び立つ夢を持ったと公言している[11][12]。2013年1月1日のWOWOWでの同作ハイビジョン版放送にてモロボシ・ダン役の森次晃嗣との対談が放送され、「モロボシ・ダンは、今でもあこがれの人。夢のようです。子供の頃の自分に自慢したい!」と語っている[13]。
- 趣味はドライブ、音楽鑑賞、野球、ボウリング。
- フジテレビ記者・キャスターの反町理は栄光学園時代の同窓である。

## 出演
- NHKスペシャル 宇宙の渚（NHK） - プレゼンター[14]
  - 第1集 謎の閃光 スプライト（2012年4月22日）
  - 第2集 天空の女神 オーロラ（2012年5月20日）
  - 第3集 46億年の旅人 流星（2012年6月17日）
- ウルトラセブン　ハイビジョンリマスター版一挙放送 新春スペシャル対談(2013年1月1日、WOWOWプライム)
- ようこそ宇宙の特等席へ!地球周遊ナイトクルーズ（2013年1月2日、NHK BSプレミアム）
- 2011年8月20日の横浜ベイスターズ対阪神タイガース始球式[15]。
- 「野球・ソフトボールを東京オリンピックの正式種目に」[16]